# Mart Nooij
Martinus Ignatius "Mart" Nooij (ur. 3 czerwca 1954 w Beverwijk) – holenderski trener piłkarski, były selekcjoner reprezentacji Mozambiku.

## Kariera trenerska
Nooij swoją trenerską karierę rozpoczął od pracy z młodzieżą w Królewskim Holenderskim Związku Piłki Nożnej. Następnie pracował w EVC 1913, Stanach Zjednoczonych i Kazachstanie. Był też selekcjonerem reprezentacji Burkina Faso U-20, którą poprowadził na Mistrzostwach Świata U-20 w 2003 roku. W 2007 roku został selekcjonerem reprezentacji Mozambiku, z którą awansował na Puchar Narodów Afryki 2010. Po tym turnieju został zwolniony.